# 滋賀県道251号祇園八幡中山線
滋賀県道251号祇園八幡中山線（しがけんどう251ごう ぎおんやわたなかやません）は、滋賀県長浜市を通る一般県道である。

## 概要
長浜市祇園町から長浜市八幡中山町に至る。
長浜市街で琵琶湖岸と国道365号を結ぶ幹線道路の一端を成す。

### 路線データ
- 起点：長浜市祇園町（湖岸相撲町（こがんすまいちょう）交差点、滋賀県道331号湖北長浜線）
- 終点：長浜市八幡中山町（八幡中山町交差点、滋賀県道37号中山東上坂線起点、滋賀県道556号長浜近江線交点）
- 総延長：1.6 km

## 地理

### 通過する自治体
- 長浜市

### 交差する道路
| 交差する道路                                     | 交差する場所 | 交差する場所                                  |
| ------------------------------------------------ | ------------ | --------------------------------------------- |
| 滋賀県道331号湖北長浜線 / 湖周道路＝さざなみ街道 | 祇園町       | 湖岸相撲町（こがんすまいちょう）交差点 / 起点 |
| 滋賀県道44号木之本長浜線                         | 祇園町       | 祇園町交差点                                  |
| 外堀くすのき通り                                 | 三ツ矢元町   | 長浜郵便局前交差点                            |
| 滋賀県道37号中山東上坂線 滋賀県道556号長浜近江線 | 八幡中山町   | 八幡中山町交差点 / 終点                       |

### 交差する鉄道
- 北陸本線

### 沿線
- 長浜市立長浜北小学校
- 長浜郵便局
- 滋賀銀行 長浜北支店
- 職業訓練法人滋賀県調理短期大学校